# Gino Bianco
Gino Bianco (n. 22 iulie 1916, Milano, Regatul Italiei – d. 8 mai 1984, Rio de Janeiro, Brazilia) a fost un pilot de Formula 1. De-a lungul carierei a luat startul în 4 curse, niciuna din pole-position. Nu a câștigat nicio cursă și nu a terminat niciodată pe podium, acumulând 0 puncte în întreaga activitate ca pilot de Formula 1.